# Nátaga
Nátaga è un comune della Colombia facente parte del dipartimento di Huila.
Il centro abitato venne fondato da Sebastian de Belalcazar nel 1530, mentre l'istituzione del comune è del 4 gennaio 1967.